# Campeonato Panamericano de Judo de 1968
El VI Campeonato Panamericano de Judo se celebró en San Juan (Puerto Rico) entre el 5 y el 7 de julio de 1968 bajo la organización de la Unión Panamericana de Judo.
En total se disputaron seis pruebas diferentes, todas ellas en la categoría masculina.

## Resultados

### Masculino
| Evento            | Oro                              | Plata                      | Bronce                        |
| ----------------- | -------------------------------- | -------------------------- | ----------------------------- |
| –63 kg            | Heli Sasaki · Brasil             | Isao Mura Estados Unidos   | Héctor Quesada Puerto Rico    |
| –70 kg            | Toshiyuki Seino Estados Unidos   | Mateus Suguizaki · Brasil  | Antonio Carrascal · Venezuela |
| –80 kg            | Lhofei Shiozawa · Brasil         | Antonio Gallina Argentina  | Gabriel Goldschmied · México  |
| –93 kg            | Douglas J. Graham Estados Unidos | Algis Liauba · Canadá      | Salvador Goldschmied · México |
| +93 kg            | Allen Coage Estados Unidos       | Nick Bleyendaal · Canadá   | Casemiro da Silva · Brasil    |
| Categoría abierta | Nick Bleyendaal · Canadá         | Casemiro da Silva · Brasil | Dale Lehman Estados Unidos    |

## Medallero
| Núm. | País           | Oro | Plata | Bronce | Total |
| ---- | -------------- | --- | ----- | ------ | ----- |
| 1    | Estados Unidos | 3   | 1     | 1      | 5     |
| 2    | Brasil         | 2   | 2     | 1      | 5     |
| 3    | Canadá         | 1   | 2     | 0      | 3     |
| 4    | Argentina      | 0   | 1     | 0      | 1     |
| 5    | México         | 0   | 0     | 2      | 2     |
| 6    | Puerto Rico    | 0   | 0     | 1      | 1     |
| 6    | Venezuela      | 0   | 0     | 1      | 1     |
|      | TOTAL          | 6   | 6     | 6      | 18    |